# Пісня кличе
«Пісня кличе» — радянський фільм 1961 року режисера Шакена Айманова.

## Сюжет
На річковій переправі застрягає «Волга» знаменитого співака Досая Нурланова, який поспішає на концерт Кизил-Туу (прим.: Збірний образ казахського аулу — багато населених пунктів Казахської РСР мали цю назву, у перекладі — Червоний Прапор). Машину бере на буксир вантажівка дівчини-шофера Айгуль, яка привозить співака до свого аулу, де він потрапляє на святкування 75-річчя найстарішого колгоспника Жаке, де вражений талантами «співочого аулу».

## В ролях
- Раїса Мухамедьярова — Айгуль
- Асаналі Ашимов — Тойбазар
- Єрмек Серкебаєв — Досай Нурланов
- Сайфулла Тельгараєв — завклубом
- Рахія Койчубаєва — епізод
- Танат Жайлібеков — епізод
- Муслім Абдуллін — епізод
- Роза Ісмаїлова — Камілла

## Знімальна група
- Режисер — Шакен Айманов
- Сценаристи — Капан Сатибалдін, Маро Ерзінкян, Шакен Айманов
- Оператор — Марк Беркович
- Композитор — Олександр Зацепін

## Критика
У фільмі звучать пісні «Я тринадцята дочка», «Синій вечір», «Лірична пісня» у виконанні Ніни Дорда та «Пісня найкраща моя» у виконанні Єрмека Серкебаєва.
Кінознавець Кабиш Сиранов зазначав, що у фільмі «доречно використані засоби ліричної комедії», при цьому «музика, пісня служать, подібно до слова та дії, засобом певного вираження почуттів персонажів», проте, це не просто музичний фільм, тут «музика та пісня виконуються як концертні номери, але, будучи органічно пов'язаними із сюжетом фільму, з діями персонажів, вони відіграють важливу роль у розкритті характерів».

## Нагороди
II зональний огляд-змагання кінематографістів Середньої Азії та Казахстану (1963):
- диплом за найкраще виконання жіночої ролі Р. Мухамедьяровій виконавиці ролі — Айгуль у фільмі «Пісня кличе»;
- диплом за найкращий запис звуку — Л. Додонової — звукооператору фільму «Пісня кличе».